# Croada savoiana
La croada savoiana (1366–1367) nasqué del mateix pla que la Croada d'Alexandria. Fou ideada pel papa Urbà V i comandada pel comte de Savoia Amadeu VI contra l'establiment de l'Imperi Otomà a l'est d'Europa. Tot i que inicialment sorgí com a col·laboració amb el rei d'Hongria i l'Imperi Romà d'Orient, aquesta expedició militar es desvià per atacar el Segon Imperi Búlgar, on aconseguí petits guanys que deixà sota govern dels romans d'Orient. També obtingué petites victòries sobre els otomans en la rodalia de Constantinoble i Gal·lípoli.
Alguns historiadors, com Nicolai Iorga, creuen que no té la categoria de croada, per la poca diferenciació que en van fer entre otomans i búlgars. En canvi, Oskar Halecki, considera que la conquesta de Gal·lípoli suposà el primer èxit en l'esforç dels europeus per mantenir els musulmans fora del continent i la darrera gran victòria dels croats durant el segle xiv.

## Preparatius

### Juraments
El Divendres Sant 31 de març del 1363, en el palau dels papes d'Avinyó, el rei de França Joan II el Bo i el de Xipre Pere I feren el jurament d'anar a Terra Santa i reberen del papa Urbà V la insígnia de la creu (signum crucis) per cosir-la als seus vestits en record de la prometença feta. Així començava la croada savoiana, tot i que Joan II mai compliria el seu vot en persona i que Pere I tampoc col·laborà amb el comte de Savoia en aquesta aventura. El comte de Savoia no feu el jurament davant Urbà probablement fins al 19 de gener del 1364, quan un concili de magnats regionals se celebrà a Avinyó per formar una coalició contra l'ús de companyies de mercenaris. Aquesta fou l'ocasió en què el papa concedí a Amadeu la Rosa d'Or i el comte fundà l'Orde del Collar per substituir l'Orde del Cigne Negre. Els fundadors de l'Orde del Collar eren devots partidaris i sovint parents d'Amadeu i probablement tots ells van secundar de bon grat aquesta croada. Tots llevat de dos, que estaven malalts, el van acompanyar a la croada. La data límit fixada per marxar va ser l'1 de març del 1365, encara que el papa esperava que Pere de Xipre i Amadeu sortirien abans. Ningú aconseguí tenir-ho tot enllestit per la data fixada, que es posposà al 27 de juny, data en què sortiren de Venècia.
El maig del 1363, Urbà havia fet una crida a Lluís I d'Hongria per fer una croada contra els turcs i el rei passà l'hivern del 1364–65 preparant un exèrcit que foragités els turcs d'Europa. Pel gener del 1365, a Venècia arribaren des de Provença deu galeres, encomanades per Lluís I. Des de Zara i Dalmàcia també sortiren tropes per col·laborar amb el rei d'Hongria. Durant la primavera començaren la invasió, però no del territori turc (Rumèlia), sinó més al nord en terres dels búlgars, que estaven governades pel segon fill del tsar, Ivan Sratsimir. Conqueriren i ocuparen Vidin i prengueren captiuSratsimir a Hongria. Aquesta expedició acabà coincidint en el temps amb la croada d'Amadeu, que uniren forces per lluitar contra els turcs en la primavera del 1366.

### Finançament
L'1 d'abril del 1364 Urbà V feu un gran esforç per finançar l'exedició militar d'Amadeu emetent un seguit de butlles que el proveïa de noves fonts d'ingressos. Tot el que en confiscà eren béns adquirits per pecats o delictes (male acquisita): robatori, usura, expropiació indeguda, els quals no podien ser restituïts a les víctimes i es farien servir per les croades que s'organitzessin durant els sis anys següents. Encara més, totes le herències sense gastar, donacions, confiscacions, fiances i multes que havien estat obtingudes, donades, assignades o llevades pro dicto passagio et Terre Sancte subsidio (en concepte de pelegrinatge a Terra Santa o en el seu benefici) en el Comtat de Savoia i les seves dependències durant els dotze anys anteriors i els següents sis, foren destinats al comte i la seva croada. Finalment l'Església pagaria un delme (una desena part de les seva recaptació ordinària) a la croada, amb l'excepció d'aquells capellans que havien rebut permís per anar a la croada.

### Composició de l'exèrcit
A començaments del 1366, Amadeu començà a reclutar el seu exèrcit. Més de la meitat de l'exèrcit estava format per hereus vassalls del Comtat de Savoy, i gairebé cap família quedà sense que almenys un membre en formés part. El seu germanastre Ogier i el seu nebot Humbert, fill del seu germanastre Humbert el Bastard, també hi participaren. Aymon, germà menor de Jaume del Piemont, i els dos fills il·legítims d'Amadeu, ambdós anomenats Antoni, s'allistaren. Entre els croats hi havia un cavaller anglès, Richard Musard, i també un cosí del comte Guillaume de Grandson, Aimon, l'hereu d'Amadeu III de Ginebra, que estava massa malat per complir el seu vot, i també Lluís de Beaujeu, senyor d'Alloignet, que anava ocupant el lloc d'Antoni de Beaujeu. Arribats a Venècia, s'organitzaren en tres batallons, sota la supervisió del mariscal Gaspar de Montmayeur: el primer comandat per Amadeu, Gaspar, Aimard de Clermont i els germans Guiu i Joan de Vienne; el segon per Étienne de la Baume, senyor de Basset i senyor de Saint-Amour; el tercer i més nombrós estava comandat oer Guillaume de Grandson, Antelme d'Urtières i Florimont de Lesparre, en el qual anaven els parents del comte.
Veient que la croada d'Alexandria havia armat els seus rivals comercials, la República de Venècia no se sentia inclinada a particiar en aquest projecte ni a proveir embarcacions. Una carta enviada pel papa Urbà el març del 1365 tampoc els convencé, però Amadeu el envià una ambaixada la qual aconseguí la promesa de dues galeres lleugeres i entre cinc i dues fustes. Urbà, l'artífex de la croada, negocià amb Gènova i Marsella per procurar més vaixells, però la promesa de pagar el transport feta per Carles IV del Sacre Imperi Romanogermànic mai es feu realitat. Un gran nombre de mercenaris també s'uní a la croada, aplegat a Tournus sota la direcció d'Arnaud de Cervole, però quan fou assassinat el 25 de maig del 1366 a prop de Mâcon, abandonaren l'expedició.

## El trasllat

### De Venècia a l'Est
El 3 de gener del 1366, a Le Bourget-du-Lac, Amadeu, nomenà la seva esposa Bonna de Borbó, regent durant la seva absència, que tindria l'ajut d'un consell format per set persones, de les quals almenys dues haurien de signar en conformitat les ordres decretades per ella perquè en fossin efectives. Potser en protesta a la lentitud amb què anava la croada o perquè hauria preferit que l'objectiu fos la ciutat de Jerusalem, el 6 de gener el papa revocà les butlles de l'1 d'abril del 1364, amb la qual cosa els desposseïa de la principal font d'ingressos. Amadeu anà a Avinyó per protestar i sembla que rebé la benedicció papal, tot i que les butlles continuaven revocades. El comte es veié forçat a crear un impost general per al viagio ultramarino, però no el va poder cobrar fins al 1368 i va haver de pagar el cost del transport naval mitjançant prestecs (un total de 10.000 florins) demanats a bancs de Lió i empenyorant plata de la seva família. El 8 de febrer Amadeu inicià el viatge per terra cap a Venècia.
Amadeu assolí Rivoli el 15 de febrer i, Pavia, on governava el seu cunyat Galeàs II Visconti, a mitjan març. Llavors donà la volta per visitar les relíquies de Saint-Jean-de-Maurienne i a finals de maig tornà a Pavia, on fou padrí en el bateig del fill del seu nebot Joan Galeàs Visconti, Giangaleazzo II. La seva germana Bianca, mare del nadó,feu una donació a la guerra i el seu cunyat li deixà diners (25.000 florins), vint-i-cinc soldats, sis-cents mercenaris i setze conestables comandats pel seu fill bord Cesare, que estaven pagats per Galeazzo per estar al seu servei durant sis mesos. La meitat de les tropes comandades per Étienne de la Baume sortiren des de Pavia cap a Gènova per embarcar en la flota que els esperava al port per portar-los a Venècia. L'1 de juny la resta de l'exèrcit comandat per Amadeus marxà cap a Pàdua, on la família que hi governava, els Carraresi, li oferiren l'ús del palau que tenien a Venècia. El 8 de juny Amadeu i el gros de l'exèrcit arribà a Venècia, on els venecians l'informaren que la croada no anava directament a Terra Santa, li oferiren més ajuda com ara vaixells i homes si els croats capturaven Ténedos, que estava sota control dels genovesos, però Amadeu s'hi oposà. La flota salpà vers el 21 de juny.

### De Venècia a Gal·lípoli

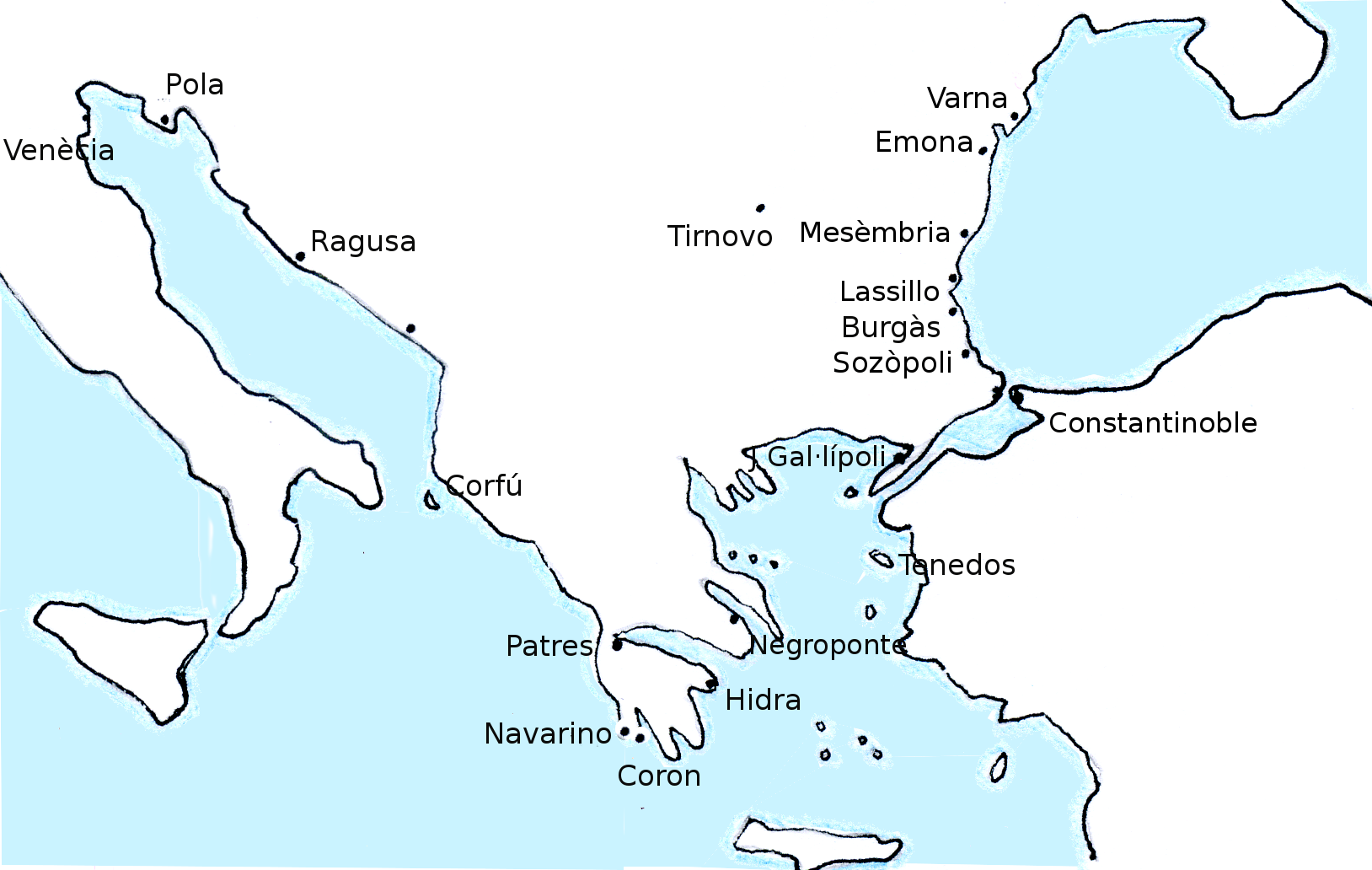
Mapa que mostra els escenaris de la croada savoiana.

La flota baixà per la costa de Dalmàcia, fent parada a Pola, Ragusa, Corfú i finalment a Coró, que estava sota control venecià. Allà Amadeu sabé que Maria, filla del duc Lluís II de Borbó, la germana del qual era l'esposa d'Amadeu, estava sent assetjada al castell de Navarino per les tropes de l'arquebisbe de Patres, Angelo Acciaioli, que havia pres els seus dominis en nom de Felip II de Tàrent, cunyat d'ella, que disputava el tron del Principat d'Acaia a Hug, el fill que ella havia tingut amb Robert II de Tàrent. A començaments del 1366 Maria i Hug havien aplegat un exèrcit de mercenaris de xipriotes i provençals i havien començat a reclamar el territori del principat. Durant les negociacions, el senescal del castell de Navarino, Guillaume de Talay, manà que arrestessin Simone del Poggio, el batlle de Felip de Tàrent, i l'empresonà a les masmorres de Navarino. Quan Amadeu arribà, la contraofensiva havia isolat Maria i el seu fill Hug. Demanaren que el comte de Savoia fes d'àrbitre en la disputa. Amadeu determinà que Maria havia de renunciar a qualsevol reclam sobre Patres, i que l'arquebisbe evacués les tropes del sud d'Acaia permetent que Maria en tingués la possessió. Amb la dama rescatada i els drets de l'Església defensats, Amadeu tornà a embarcar cap a la croada.
A Coró, la flota veneciana, que estava comandada per Antelme d'Urtières, capità del comte, quedà amb els genovesos per formar una esquadra de quinze vaixells sota un únic comandament, l'almirall Étienne de la Baume. L'esquadra s'organitzà tenint en compte els llocs de procedència: hi havia un vaixell per la gent de Bresse, un altre per als de Faucigny, un altre per als de Savoia, etc. Tots els vaixells havien de navegar a la vista dels altres i cap podia navegar sobrepassant l'embarcació del comte, s'establiren multes per si es violaven aquests acords. Es comunicarien fent senyals amb banderes durant el dia i amb llanternes durant la nit, l'orde d'atac es faria sonant la trompeta del comte. Tot el viatge estava sota l'estricte control del comte de Savoia. De Coró la flota posà rumb a Agios Georgios (San Giorgio d'Albora) passant per Hidra, Negroponte, i finalment Eurip, el darrer port abans d'entrar en territori dels turcs. Allà compraren aigua potable i el metge del comte adquirí saculi pro stomaco, una mena de purificant estomacal.

## Campanyes

### Conquesta de Gal·lípoli

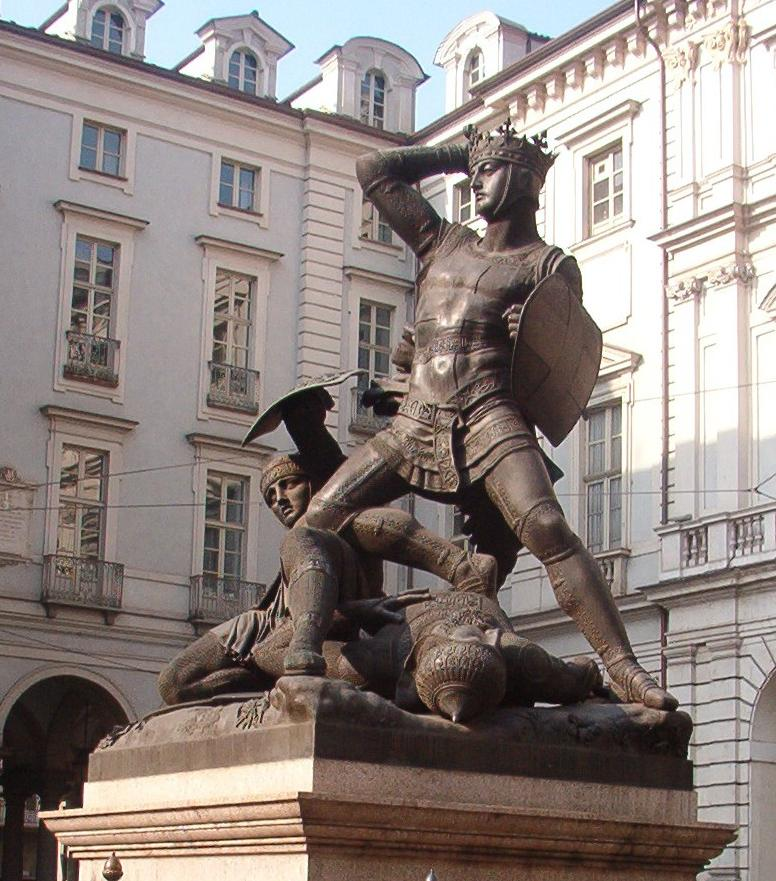
Estàtua d'Amadeu a Torí, que el representa matant un turc

Els croats refiaven tenir suport per part de l'emperador romà d'Orient Joan V Paleòleg, encara que el papa no el tractà en consideració i obligà els seus patriarques de ritu ortodox a tornar al catolicisme, però al cap i a la fi els croats anaven a lluitar contra els turcs, el pitjor enemic dels romans d'Orient. També refiaven tenir el suport de Lluís d'Hongria, encara que tot el que en van rebre van ser dos escuders per servir Amadeu en les províncies dels búlgars (in partibus Burgarie). En la primavera del 1366, Joan V viatjà a la cort hongaresa per acceptar ajut militar i fer un jurament en nom propi i dels seus fills de convertir-se al catolicisme. L'1 de juliol el papa Urbà estengué a Lluís el benefici de la indulgencia per la croada, però el 22 de juliol una carta del papa suspenia durant un any els privilegis atorgats feia un mes, posposant el suport econòmic fins que els romans d'Orient tornessin al ritu catòlic, donant a entendre que Lluís no havia de col·laborar amb un emperador cismàtic. De retorn al seu país, Joan fou capturat pels búlgars; mentrestant, a Constantinoble el seu fill Andrònic IV Paleòleg, que estava casat amb Keratsa, filla del tsar búlgar, havia pres possessió del govern. Amadeu i Joan V eren cosins, la mare de Joan, Anna, era germana del pare d'Amadeu, Aimone de Savoia.
Després d'informar-se sobre la situació a Bulgària i de les posicions dels turcs a Europa, Amadeu menà la seva esquadra cap als Dardanels, on se li uní una petita flota comandada per Francesc I Gattiluso, príncep de Lesbos i gendre de l'emperador captiu. És possible que també se'ls unís una part de l'exèrcit romà d'Orient comandada pel patriarca de Constantinoble, segons diuen les cròniques savoianes. Tots plegats llançaren un atac a Gal·lípoli, la segona ciutat europea ocupada pels otomans, el 22 d'agost. Iniciaren un setge i començaren a apropar-se per assaltar les muralles, però durant la nit els turcs havien abandonat la ciutat i l'endemà al matí els habitants obriren les portes als croats. Les fonts documentals donen poca informació sobre aquest breu episodi. Se sap pel diari del comte que tant la ciutadella com tota la vila estigueren en mans dels savoians el 26 d'agost i que s'efectuaren els següents nomenaments: Giacomo di Luserna a càrrec de la vila i Aimone Michaele de la ciutadella, amb la responsabilitat de vetllar per Gal·lípoli i també per l'estret. El 27 d'agost enviaren un missatger a Occident informant de la victòria.
Un gran temporal, situat sobre el mar de Màrmara, impedí que els croats marxessin de Gal·lípoli, i no arribaren a Constantinoble fins al 4 de setembre. Amarraren a Pera, el barri genovès de Constantinoble. El 12 de setembre, Amadeu preparà a Constantinoble els funerals pels homes que havien mort en la captura de Gal·lípoli: Simon de Saint-Amour, Roland de Veissy, membre de l'Orde del Collar; Antoine Barbier comprà per encàrrec del comte, divuit emblemes amb el dibuix del Collar (devisa collarium) per als difunts, vuitanta-un ciris pels enterraments del mariscal Girard i de Jean d'Yverdon de Vaudois. Amadeu també comprà una casa a Constantinoble i, per fer tot això, hagué de contractar un intèrpret al qual pagà el sou de tres mesos.

### Bulgària
Des de Constantinoble, Amadeu envià una ambaixada a Joan V, que estava captiu a Vidin. Sembla que l'emperador romà d'Orient demanà intervenció militar per tornar al seu país. La seva esposa, Helena Cantacuzena, oferí al comte de Savoia diners per fer una expedició militar a Bulgària. Amadeu tot i que no tenia l'aprovació del papa per atacar els búlgars, que eren cristians, encara que no catòlics, decidí acceptar. Mentre deixava un contingent a Constantinoble, el 4 d'octubre el comte salpà per la mar Negra comandant una flota. En dos dies arribà al port de L'Orfenal i després al de Sozòpol, que havia estat possessió dels romans d'Orient i ara estava en mans dels búlgars. No hi hagué cap batalla i no és clar si la ciutat es rendí o bé si només acamparen als afores. El diari d'Amadeu només diu que hi van estar del 17 al 19 d'octubre. Sembla que el que sí va fer fou capturar Burgàs. El 20 d'octubre la ciutat de Mesembria i la seva ciutadella també foren capturades després de superar una dura resistència que causà la mort a molts dels seus cavallers. Els mesembris foren massacrats i la ciutat sotmesa a pillatge. Pomorie, que els savoians anomenaven l'Assillo (derivat del grec Ἀγχίαλος, Anchialos) fou la següent captura i potser després anaren per Macropolis i Scafida (Stafida), fins a obtenir el control del golf de Burgàs.
La regió costanera de Bulgària, l'actual Dobrudja, era en aquell temps un principat mig independent anomenat Karvuna i governat per Dobrotitsa, amb capital a Varna. El 25 d'octubre la croada arribà a Varna i envià un missatger per demanar que es rendissin. Els ciutadans no claudicaren, però prometeren fer de mediadors i enviaren avís al tsar Ivan Xixman, que tenia la cort a Tirnovo, demanant-li que permetés tornar Joan V al seu país. Vidin no estava sota la jurisdicció de Xixman en aquella època, sinó que estava sota el poder del seu germà, Ivan Sratsimir. Per tal d'assegurar la seva posició, Amadeu mentrestant atacà i capturà Emona, una fortalesa situada una mica més al sud. Primer els emonans capitularen, però després es rebel·laren, amb la qual cosa es produí una matança. Els croats hi establiren una guarnició i tornaren a Varna.
Mentre es mantenia la treva entre Varna i el comte de Savoia, una colla de croats s'aventuraren per la mar per capturar durant la nit el castell de Calocastre, però foren descoberts per la guàrdia mentre s'enfilaven pels murs i els mataren. Amadeu expressà la seva desaprovació per aquesta acció efectuada sense el seu permís, però alhora atacà la població de Calocastre en venjança. Les negociacions amb els búlgars continuaren fins a mitjan novembre i, potser per la insistència del tsar, Amadeus aixecà el setge de Varna, marxà a Mesèmbria i deixà una guarnició a Emona, abans del 18 de novembre. El 23 de desembre el tsar Xixman comunicà a Amadeus que l'emperador Joan seria traslladat de Vidin a Kaliakra, en la regió de Dobrotitsa. El comte envià un grup de benvinguda i passà l'hivern a Mesèmbria, on administrà la ciutat en benefici propi imposant moltes taxes. A començaments de gener del 1367 traslladà la seva cort a Sozòpoli, on l'emperador arribà el 28 de gener sense haver-se aturat a Kaliakra.

### Rodalia de Costantinoble
A finals de gener o començaments de febrer, els ciutadans d'Emona es rebel·laren. El 15 de març, probablement després que Joan V marxés cap a Constantinoble, havent promès pagar el cost de l'expedició d'Amadeus per Bulgària a canvi d'annexar al seu imperi les ciutats que havia conquerit, el comte anà a Mesèmbria per supervisar els preparatius del seu retorn, incloent-hi el pagament del rescat d'alguns dels seus croats que estaven en presons búlgares. Vers el 9 d'abril tot estigué enllestit i marxaren cap a Constantinoble, on l'emperador havia convocat tota la ciutat perquè l'aclamés i festegés les victòries. Joan V acordà pagar-li una compensació de 15.000 florins, però finalment només en rebé 10.000.
Amadeu encara tenia intenció de continuar guerrejant contra els turcs, però el seu contingent havia disminuït des de la presa de Gal·lípoli. Tanmateix, el 14 de maig capturà el castell d'Eneacossia, situat en la riba nord de Màrmara, al costat de Regium. Un dels soldats savoians fou recompensat per plantar la bandera a dalt de la torre durant la batalla. Aquell mes Amadeu hagué de marxar a córrer cuita per defensar Sozòpoli d'un assalt turc. Vers el 24 de maig, els seus homes calaren foc a una fortalesa turca anomenada Caloneyro, que probablement seria la de l'actual Büyükçekmece. Entre l'abril i el maig el primer objectiu de la croada fou aplegar diners per pagar als propietaris dels vaixells i les provisions per al viatge de retorn.

## Retorn
La resta del temps l'ocupà en mirar de conciliar les posicions religioses que havien portat al cisma, però tot esforç fou per no res, encara que establí la seu del patriarca Pau a Gal·lípoli, en comptes de Constantinoble en deferència cap als grecs. Pau abandonà el càrrec i marxà amb els croats a la península Italiana on desembarcaren el 9 de juny del 1367. El comte de Savoia viatjà en una galera nova que havia comprat a Pera. Entre el 13 i el 14 de juny els croats arribaren a Gal·lípoli, on Amadeu transferí la ciutadella als romans d'Orient. Vers el 16 la flota passà per Tenedos. Del 20 al 22 estigueren ancorats a Calcis, on Amadeu pagà quatre perpres d'or a dos ministres de Roger de Llúria, vicari general del Ducat d'Atenes, el qual els hostatjà amablement.
A Calcis molts abandonaren la croada per anar a Xipre i lluitar al servei del rei Pere I, que semblava oferir més oportunitats de lluitar contra els veritables infidels i no contra els cristians cismàtics. Els que continuaren el viatge feren aturada a Modona i a Clarença i arribaren a Corfú el 10 de juliol. Una setmana després estaven a Dubrovnik i el 29 de juliol a Venècia. La notícia sobre les seves victòries els havia precedit.
Amadeus romangué al palau dels Carraresi a Venècia durant cinc setmanes: pagant deutes, fent donatius a les esglésies com a acció de gràcies, demanant prèstecs (8.872 ducats a Bartolomeo Michaelis i 10.346 a Federigo Cornaro). Llavors feu una breu visita a Treviso coincidint amb una festivitat (23-26 d'agost). Segons una promesa feta havia d'acompanyar uns ambaixadors de Joan V Paleòleg a Roma. Continuà el camí per terra fins a Pavia, on arribà el 18 de setembre i esperà que els seu equipatge arribés pel riu Po i diners enviats del seu comtat per continuar el viatge cap a Roma. El 25 de setembre sortí de Pisa, i anà a Viterbo, on estava el papa esperant-lo. Des d'allà continuaren plegats fins a Roma, on van fer una entrada triomfal el 12 d'octubre, el primer papa que xafava aquesta ciutat des de l'any 1305. Amadeu romangué a Roma unes dues setmanes i després tornà a Chambéry passant per Perugia i Florència, Pavia, Parma, Borgo San Donnino i Castel San Giovanni; per tot arreu era festejat i per això el recorregut l'ocupà fins al Nadal.

## Pèrdua d'Emona i Gal·lípoli
Amadeu havia deixat la ciutat d'Emona en mans del seu fill bord, Antoine el Vell, amb una petita guarnició. Segons les crònistes savoians, Jehan Servion i Jean d'Oronville Cabaret, els emonans enganyaren els savoians amb actes d'amabilitat abans de conduir-los a una emboscada, en què Antoine fou capturat. Es creu que Antoine es va podrir en una presó búlgara fins a la seva mort. Encara que aquest relat no ha estat confirmat per altres fonts anteriors, és cert que es perdé la possessió d'Emona i que Antoine el Vell no apareix en els llibres de comptes del seu pare després de la croada.
Gal·lípoli no es perdé per l'acció dels turcs. Després de tres anys de guerra civil entre Joan V Paleòleg i el seu fill Andrònic IV, aquest la desatengué per poder destinar tots els recursos militars contra el seu pare. Llavors, després de deu anys de ser una possessió cristiana, el soldà Murat I l'ocupà.